# Kaszabister carinatus
Kaszabister carinatus är en skalbaggsart som först beskrevs av Lewis 1888.  Kaszabister carinatus ingår i släktet Kaszabister och familjen stumpbaggar. Inga underarter finns listade i Catalogue of Life.